# Henri Fourès
Pour les articles homonymes, voir Fourès.

a Compétitions nationales et continentales officielles uniquement.

b Matchs officiels uniquement.
Henri Fourès, né le 29 août 1925 à Issus (Haute-Garonne) et mort le 4 mai 2019 à Labastidette (Haute-Garonne), est un joueur, entraîneur et dirigeant français de rugby à XV.

## Biographie
Henri Fourès est né à Issus. Il a quinze ans quand la Seconde Guerre mondiale éclate. Son frère aîné entre dans la résistance et sa famille est étroitement surveillée. Il décide d'entrer dans les Forces françaises libres à 17 ans et traverse la frontière espagnole mais se fait prendre par la police espagnole et passera un mois en prison au Pays basque. La Croix Rouge le sauvera de la prison[réf. souhaitée] et Henri Fourès pourra rejoindre le Maroc avec 56 kg pour 1,87 m.
Appartenant à la 5e division blindée de la 1re Armée française du général de Lattre de Tassigny, il sera chargé du déminage lors du débarquement de Provence (65 soldats arrivés en Métropole, 12 arrivés à Strasbourg). Il fait partie des troupes libérant le camp de concentration de Dachau et appréhendant Pétain à Sigmaringen.
Après la guerre, il est joueur du Stade toulousain de 1947 à 1955 en tant que deuxième ligne, assurant aussi le capitanat de l'équipe.
Il évolue aussi en équipe de France, jouant le tournoi des Cinq Nations 1951.
Il devient ensuite entraîneur du Stade toulousain, président de la section rugby à XV de 1966 à 1973 puis président de l'association des « Amis du Stade  », propriétaire du Stade Ernest-Wallon, de 1989 jusqu'à son décès. 
En 2004, il est président fondateur de l'« Académie toulousaine de rugby », dernière née des sociétés du Stade toulousain, qui s'adresse à tout le rugby de la région.
Henri Fourès est nommé officier de la Légion d'honneur par décret du 31 décembre 2005.

## Palmarès en tant que joueur

### En club
- Coupe de France en 1947 (finaliste en 1949)

### En équipe nationale
- 4 sélections en équipe de France en 1951, dont la première victoire française à Twickenham.

## Distinctions
- Chevalier de la Légion d'honneur (décret du 21 septembre 1997)[4]
- Officier de la Légion d'honneur (décret du 31 décembre 2005)[4]
- Médaillé de la Croix de guerre 1939-1945[1]
- Gloire du sport en 2018[5]